# لانچخوتی
لانچخوتی (به گرجی: ლანჩხუთი) شهری در استان گوریا گرجستان است. جمعیت این شهر طبق سرشماری سال ۲۰۰۹ میلادی ۷٬۵۰۰ نفر بوده‌است.